# پرنده‌ای روی سیم (فیلم)
پرنده‌ای روی سیم (به انگلیسی: Bird on a Wire) فیلمی آمریکایی در ژانر اکشن و کمدی محصول سال ۱۹۹۰ و به کارگردانی جان بدهام است.
در این فیلم بازیگرانی همچون مل گیبسون، گلدی هان، دیوید کارادین، بیل دوک، استیون توبولوسکی، جون سورنس و جف کوری ایفای نقش کرده‌اند.